# Челленджер 2
FV4034 Че́лленджер 2 (от англ. Challenger — соперник, бросающий вызов) — основной боевой танк сухопутных войск Великобритании.
Танки Челленджер 2 применялись при ведении боевых действий в Косово и Ираке (с 2003 года по 1 сентября 2010 года).
В мае 2009 года BAE Systems объявила, что сворачивает производство танков данной модели в связи с отсутствием оборонного заказа со стороны правительства Великобритании.
В январе 2023 года администрация премьер-министра Риши Сунака обнародовало решение о поставке 14 танков Challenger 2 на Украину.

## История создания и производства
Основной боевой танк Челленджер 2 выпускается британской компанией «Виккерс Дефенс Системс» (ныне являющейся частью компании BAE Systems). Он является третьим танком, носящим имя «Челленджер». Первым был «Челленджер А30» — вариант танка «Кромвель», оснащённый 76,2-мм пушкой. Вторым был «Челленджер» — основной боевой танк Великобритании начала 1980-х — середины 1990-х годов, принимавший участие в войне в Персидском заливе. Хотя Челленджер 2 был разработан на основе «Челленджера», новый танк отличается от более ранней модели новым оборудованием и комплектующими: всего 5 % деталей являются общими для обеих моделей. На данный момент Челленджер 2 заменил предыдущую модель на вооружении британской армии.
Компания «Виккерс Дефенс Системс» начала разработку преемника танка «Челленджер» по собственной инициативе в 1986 году. В свете требований Генерального штаба о танке нового поколения, компания открыто заявила Министерству обороны о ведущихся разработках. В 1988 году был заключён контракт в 90 миллионов фунтов на производство девяти опытных машин к 1989 году. В июне 1991 года, после длительного сравнения с образцами других производителей (среди возможных кандидатов были «Абрамс» М1А2, «Леклерк» и «Леопард-2»), Министерство обороны приняло танк Челленджер 2 на вооружение.
Сборка началась в 1993 году на двух основных заводах: в Ньюкасле и Лидсе. Всего в проекте участвовало около 250 фирм. Первые машины начали поступать в июле 1994 года.
В 1994 году танк Челленджер 2 успешно прошёл испытания на надёжность; три машины проверялись в течение 285 дней испытаний, на которых симулировались боевые условия. Каждый из этих дней включал в себя:
- 27 км езды по дороге
- 33 км езды вне дороги
- 34 выстрела из основного орудия
- 1000 выстрелов из пулемёта калибра 7,62-мм
- 10 ч простоя двигателя
- 3,5 ч работы двигателя

На испытаниях было доказано, что новый танк полностью соответствует всем требованиям, предъявляемым военными.
С началом эксплуатации выявились проблемы, в результате которых несколько лет производимые танки не поступали на вооружение, а хранились на заводе по экономическим соображениям.
В 2008 году началась программа по модернизации 250 из 358 танков «Челленджер-2», находившихся на вооружении армии Великобритании: на танки должны были установить комплект дополнительного навесного бронирования, новую 120-мм нарезную пушку, новый двигатель мощностью 1100 кВт, новую автоматическую трансмиссию, новую систему управления огнём и кондиционер.
В июне 2014 года в Великобритании был начат первый этап новой программы модернизации CR2 LEP, которая предусматривает продление срока службы танков «Челленджер-2» до 2035 года. Модернизировать до уровня «Челленджер-2LEP» предполагается только часть танков «Челленджер-2», которые состоят на вооружении вооружённых сил Великобритании
В июле 2021 года пользователь под псевдонимом Fear Naught, являющийся действующим командиром британской боевой машины, выложил на форуме игры War Thunder руководство по эксплуатации танка. Таким образом он хотел помочь разработчикам более достоверно воспроизвести боевую единицу в любимой им видеоигре.

## Описание конструкции

### Вооружение

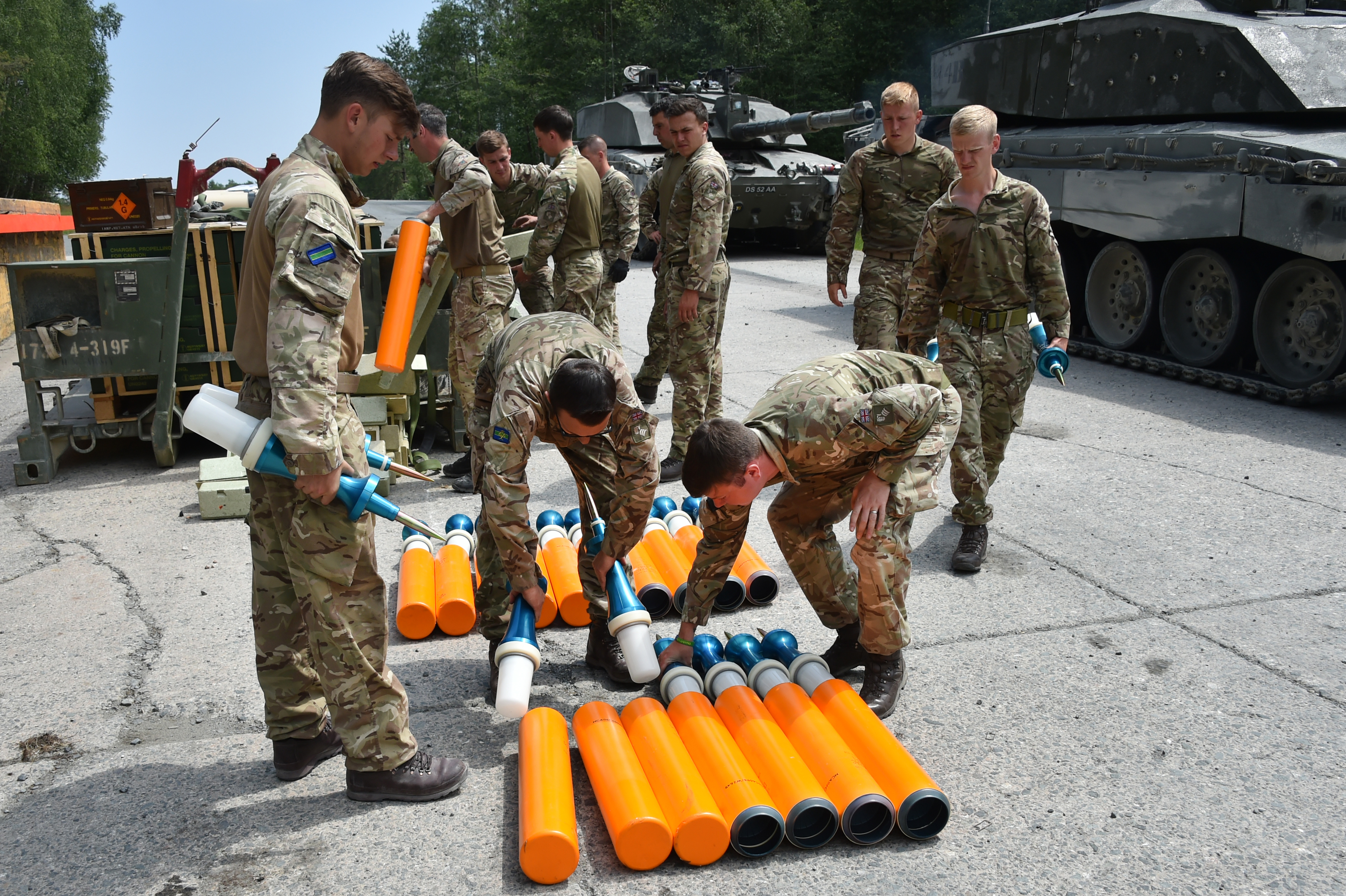
БОПС Челленджера 2 выложенные на соревновании Strong Europe Tank Challenge 2018.

Челленджер 2 оснащён 120-мм нарезной пушкой L30A1 — преемницей пушек, стоящих на танках «Чифтен» и «Челленджер». Эта пушка изготовленная методом электрошлакового переплава, является единственной нарезной пушкой этого калибра, стоящей на вооружении в НАТО. Канал пушки хромирован, орудие покрыто термоизоляционным кожухом. Пушка стабилизирована в двух плоскостях, приводы её наведения полностью электрические. Боекомплект пушки составляет 52 выстрела.
Эффективная дальность стрельбы HESH-снарядом составляет 8 км.
Слева от основного орудия установлен спаренный с пушкой 7,62-мм пулемёт L94A1. Возле командирского люка на башне установлен дистанционно управляемый 7,62-мм пулемёт L37A2, служащий, в основном, для противовоздушной обороны. Боезапас пулемёта — 4000 патронов калибра 7,62-мм.
Цифровая система управления огнём, разработанная фирмой «Дженерал Дайнэмикс», включает в себя 32-битный процессор и шину данных Mil Std 1553, впервые установленную на английской бронированной машине.
Максимальная скорость поворота орудия 22°/24° в секунду по горизонтали.
Орудие установлено на увеличенных в размерах цапфах и гнезд под них для уменьшения колебаний ствола по азимуту и углу места и, как следствие, для увеличения кучности стрельбы.
БОПС L23 с бронебойным сердечником из вольфрамового сплава (среднее бронепробитие на дистанции 2 км составляет 450 мм) был разработан в 1984 году для 120-мм нарезной пушки, однако данные о защите новых советских танков стимулировали переход на обедненный уран для активной части снаряда. Были приняты новые образцы БОПС: «L26 CHARM 1» с бронепробитием до 580 мм, а с 1997 года БОПС «L27 CHARM 3» с бронепробитием до 700 мм. Для сравнения Т-80У образца 1985 года по западным оценкам характеризуется уровнем бронирования лобовой проекции башня/корпус 780 мм, что очевидно, больше или на пределе возможностей БОПС L27 при стрельбе практически в упор без отклонения по горизонтали.
На тендере в Греции в 2002 году при стрельбе с места поразил 10 из 10 целей, но в режиме «охотник-стрелок» (англ. Hunter-Killer) поразил всего 8 из 20 целей, скорострельность составила 9 выстрелов в минуту, стрельбы производил греческий экипаж. Сами британцы объясняют такую ситуацию тем, что в тендере использовались устаревшие учебные боеприпасы орудия танка «Челленджер 1», со своей стороны, так американская команда, представлявшая танк «Абрамс», отказалась проводить стрельбы учебными боеприпасами. В последующем на большинстве танков была заменена СУО. Всего за время сравнительных испытаний точность составила Leopard 2A5 — 78,65 %; M1A2 Abrams — 72,21 % Леклерк — 72,03 %; и Челленджер2 — 69,19 %.
Оригинальный танк имел только один тепловизор с двумя каналами выдачи информации, наводчику и командиру. С 2007 стало доступно два тепловизора, второй для командира от французского ОБТ Леклерк как и весь прицел командира.
Углы наведения орудия в вертикальной плоскости от −10° до +20°.
Цикл прицеливание — поражение 8 секунд. Хорошо подготовленный экипаж способен поразить в минуту около 7 целей. В ходе учений и испытаний отдельные экипажи поражали восемь целей за 42 секунды.
В боекомплекте 120-мм пушки имеются бронебойные оперённые подкалиберные снаряды (БОПС) и бронебойно-фугасные (БФС), а также дымовые и учебные выстрелы.

### Броневая защита

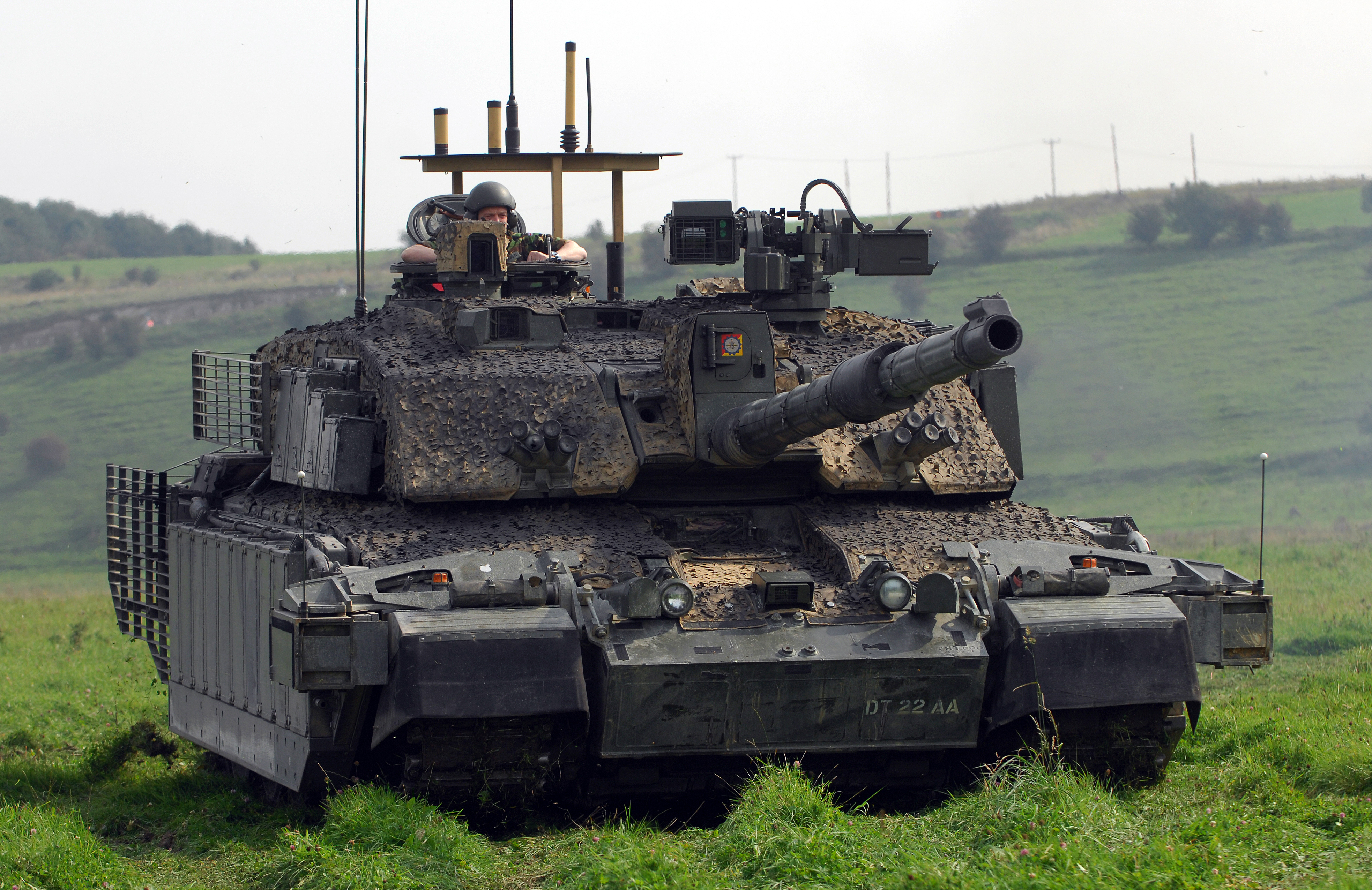
Че́лленджер 2 с дополнительной навесной бронёй по бортам башни, бортовыми экранами, и решётчатыми экранами кормовых частей корпуса и башни

Челленджер 2 является одним из наиболее тяжелых западных танков: лобовые проекции корпуса и башни содержат блоки многослойной комбинированной брони «Дорчестер», все сведения о которой засекречены. Конструкция позволяет установку модулей динамической защиты ROMOR по бортам корпуса и (в версии «Челленджер-Писфайтер») башни в сочетании с решетчатыми экранами. Комплекс коллективной радиологической, химической и биологической защиты экипажа (система рециркуляции воздуха в обитаемой части внутреннего пространства танка при полной герметизации корпуса) находится внутри башни. Спереди, по обеим сторонам башни находятся по пять перезаряжаемых установок, выстреливающих дымовые гранаты. Челленджер 2 также оснащён устройством постановки дымовой завесы, впрыскивающим солярку в выхлопные отверстия. Боекомплект хранится в бронированных укладках-контейнерах, окруженных рубашкой со специальной жидкостью, что снижает вероятность возгорания и детонации боеприпасов. Все пороховые заряды находятся ниже погона башни. Танк имеет уязвимое место во фронтальной проекции в виде НЛД (нижней лобовой детали) танка, которое не имеет комбинированного бронирования, то есть является листом броневой стали толщиной порядка 80-100 мм. Однако в бою на типичных дистанциях НЛД труднопоражаема благодаря экрану местности; кроме того, предусмотрена установка противокумулятивной динамической защиты ROMOR, что во многом компенсирует её низкие броневые качества. Комментарий английского танкиста после случая с пробитием нижней лобовой детали, которая была защищена динамической защитой ROMOR:
«несколько моментов, я думал, что в отчете говорится, что ERA (динамическая защита) не сработала в том смысле, что она не взорвалась, во-вторых, снаряд не пробил броню „Дорчестер“ на нижней лобовой детали, там находиться обычная и не очень толстая бронепластина, так как „Дорчестер“ установлен на ключевых областях и нижняя лобовая деталь не считается таковой, потому что при проектировании мысль об участии в операциях такого типа, вероятно, не рассматривалась»
По российским данным, уровень стойкости лба башни составляет 800 мм от БОПС и 1200 от КС Для сравнения аналогичный показатель Leopard 2А5 равен 800 и 1300.. При проектировании башни были приняты меры к понижению её заметности для РЛС.
Полная масса танка последних модификаций, принятых на вооружение после его первого боевого применения (после 2003 года) достигает 74,95 тонн с учётом противокумулятивных решёток, фальшбортов и помещённых к ним в дополнение пластин нереактивной ДЗ (тип NERA).

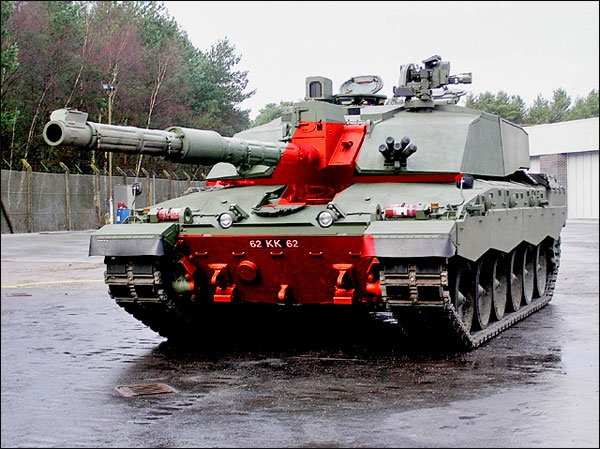
Ослабленная зона во фронтальной проекции
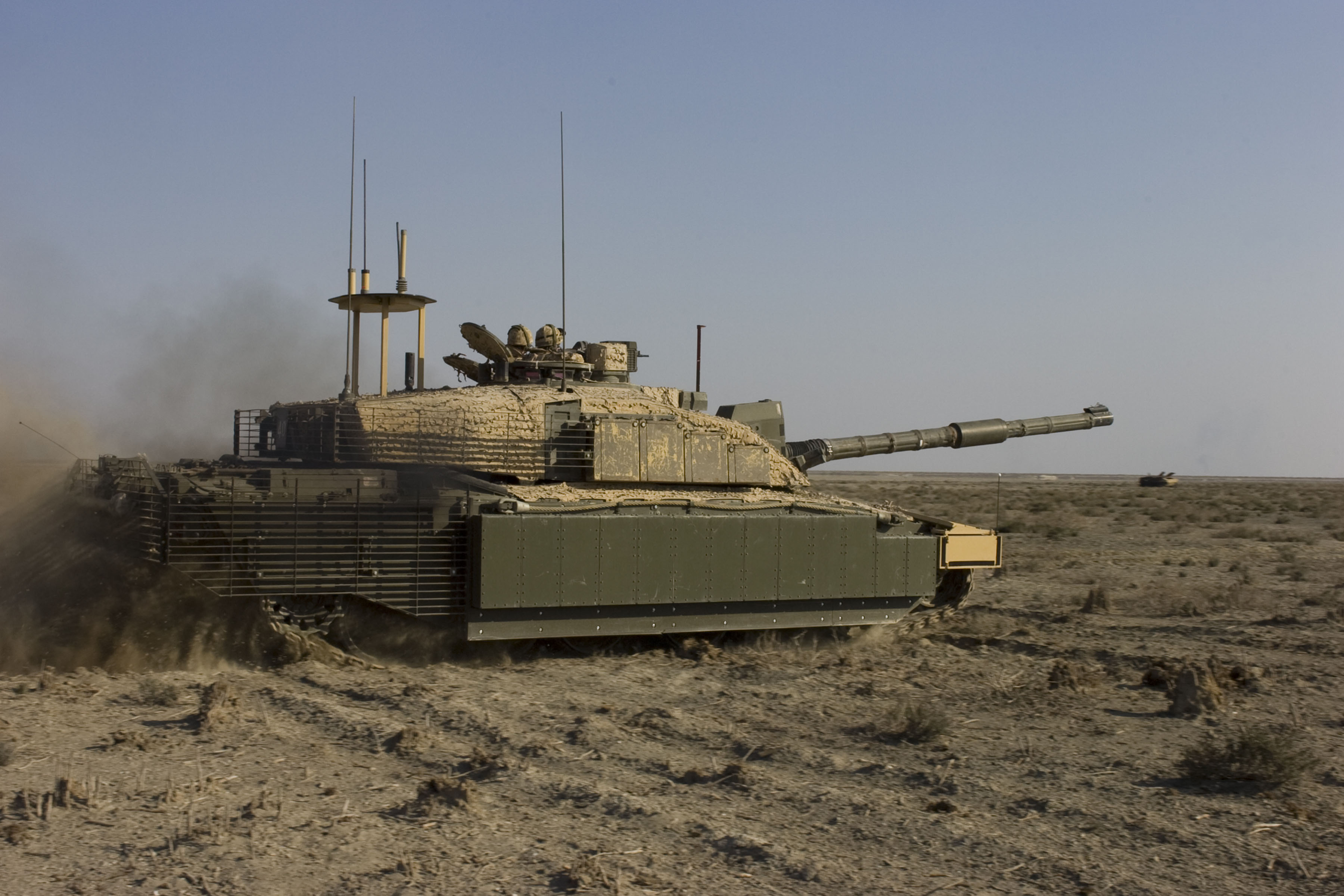
Челленджер 2 RSDG с навесной ДЗ
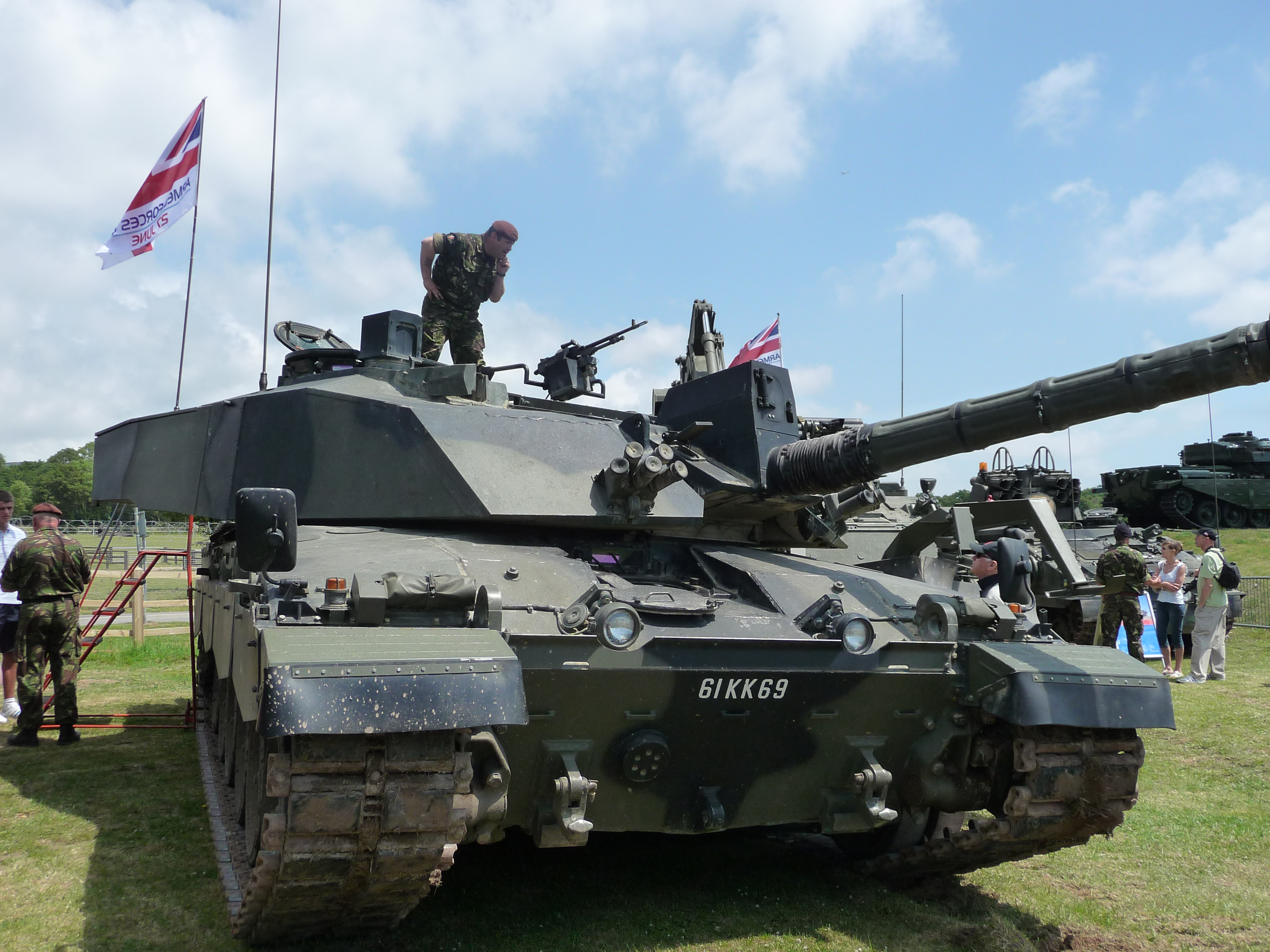
Челленджер 2 на Tankfest 2009: лобовая броня и башня
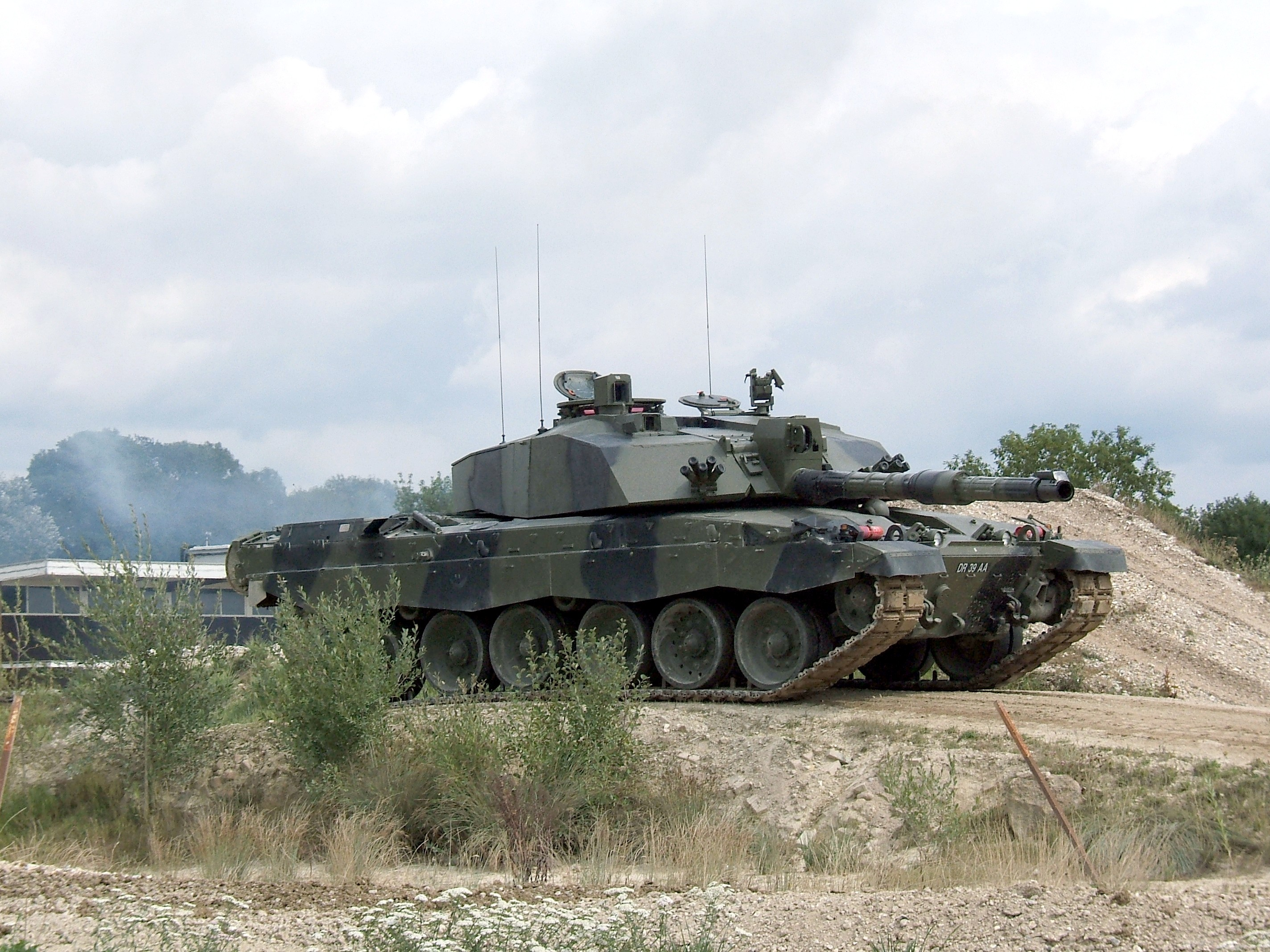
Челленджер 2 на пересеченной местности.
- Challenger 2 KRH и БМП Warrior в ходе учений Spring Storm 2019

### Ходовая часть
Подвеска танка гидропневматическая. В связи с ростом массы после дополнения брони с 2010 намечено постепенно заменить подвеску
Двигатель Перкинс 12V заменили немецким дизелем МТ-883 Ка-500 мощностью 1500 л. с., а трансмссию TN-54 — немецкой же трансмиссией Ренк HSWL-295TM. Были доработаны система охлаждения и воздушные фильтры, установлена цифровая система управления двигательной установки.

## Боевое применение

### Ирак

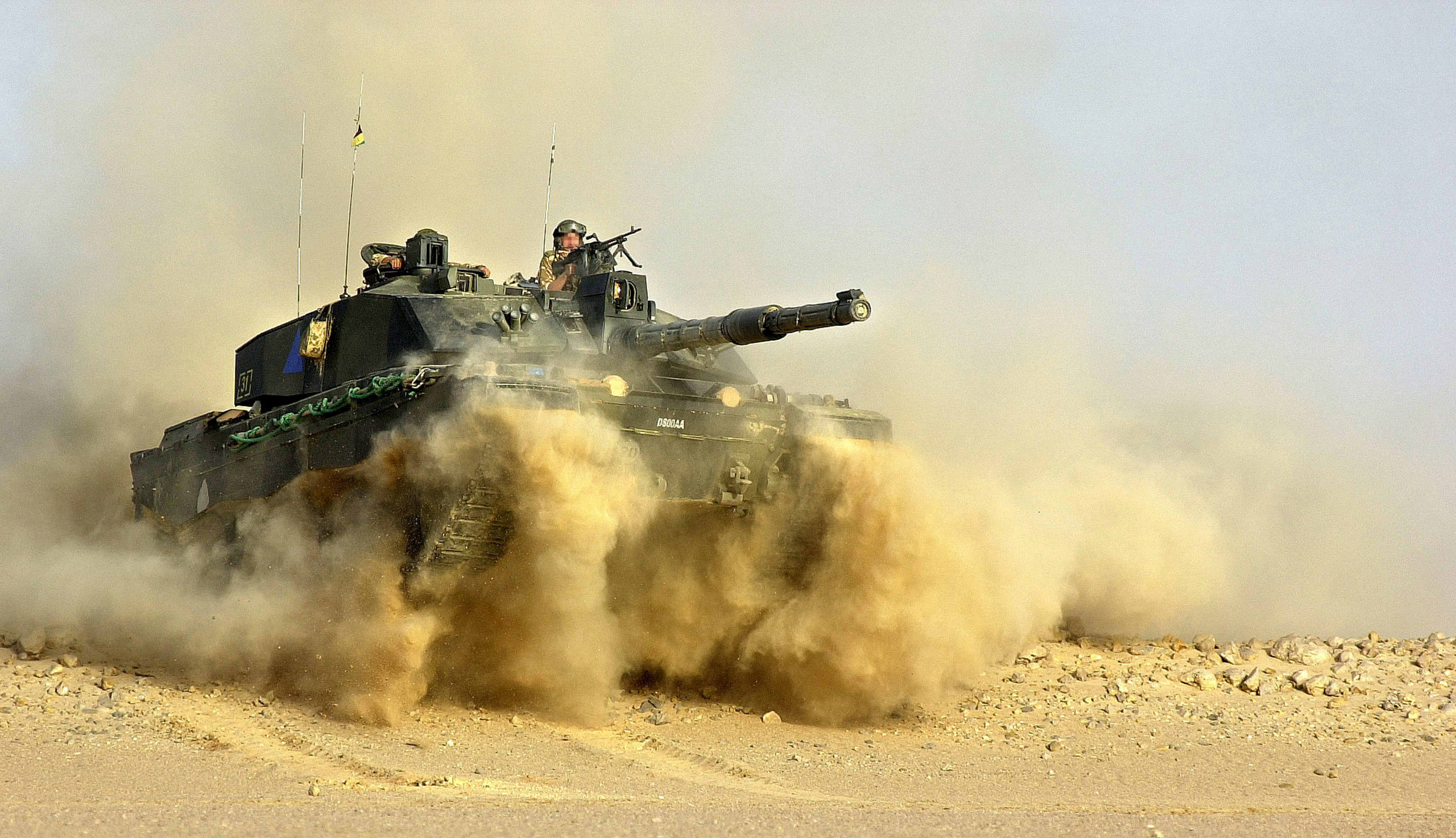
Challenger 2 RDG в Омане во время учений Saif Sareea II в сентябре 2001 года

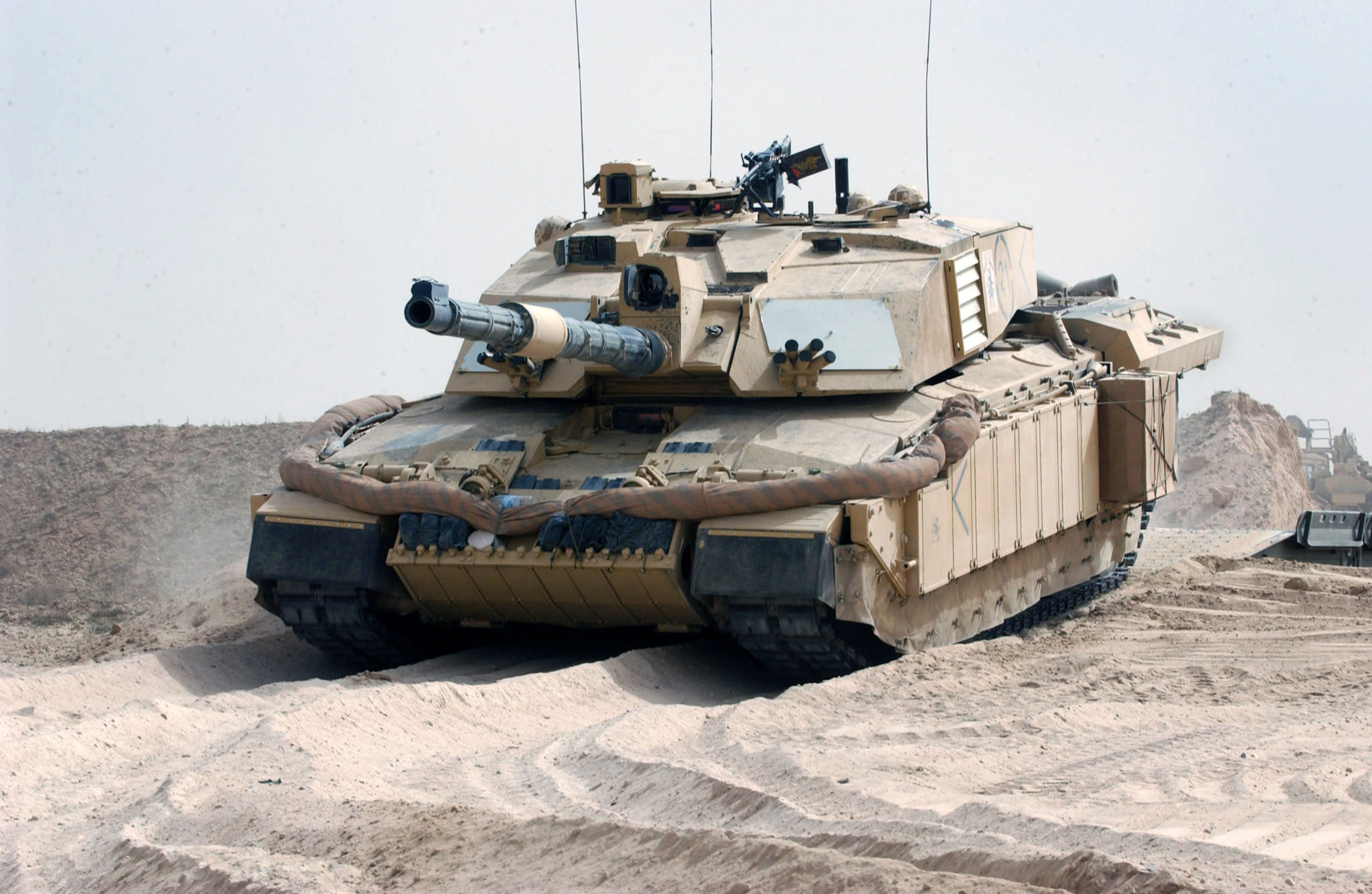
Challenger 2 QRL в Ираке, 2003 год

Танки Челленджер 2 использовались в миротворческих миссиях ещё до своего первого боевого применения во время вторжения в Ирак в марте 2003 года. На то время 7-я бронетанковая бригада, входящая в состав 1-й бронетанковой дивизии, имела на вооружении 120 танков Челленджер 2. Танки активно применялись во время Битвы за Басру, где они оказывали огневую поддержку британским силам.
Во время иракской войны зафиксировано два инцидента, во время которых поражались танки Челленджер 2:
- Один танк был полностью уничтожен «дружественным огнём», когда один танк по ошибке поразил другой, двое членов экипажа погибли, поражение произошло бронебойно-фугасными боеприпасами (HESH) в корму и люк командира[19].
- В 2007 году выстрелом из ручного противотанкового гранатомёта была пробита нижняя лобовая деталь корпуса челленджера, водителю-механику оторвало три пальца ноги, ранения получили также и два других члена экипажа танка[25][26].

Со слов британских военных был случай, когда в ходе боёв один из челленджеров получил 15 попаданий из противотанковых гранатомётов без пробития брони. Г-н Туса рассказал BBC News Online: «При штурме Басры зафиксировано около 70 попаданий из РПГ по танкам „Челленджер“ без пробития брони». За всю войну ни один член экипажа «Челленджера» не погиб от вражеского огня, находясь внутри танка.
26 марта 2003 года Челленджеры приняли участие в танковом бою, когда колонна иракских танков попыталась атаковать британские позиции. В ходе боя было уничтожено 15 иракских Т-55, британцы потерь не понесли. 7-я бронетанковая бригада действовала в районе города Басра, где обеспечивала поддержку основным силам пехоты, штурмующим город. И тут выяснилось, что 120-мм пушка «Челленджера» превосходит Т-55 по дальности стрельбы.
Проходимость танка оказалась замечательной. Проблемы, которые обнаружились на прошедших за 18 месяцев до войны пустынных учениях «Саиф Сариа 2», были решены с помощью создания запасов фильтров против пыли, для учащения их замены в танках. Высказывалось мнение по результату практики о слабой пригодности танка для боёв в пустыне.

### Украина
Challenger 2 использовался десантно-штурмовыми войсками Украины в ходе вторжения России на Украину в качестве средства дальнобойной огневой поддержки. В частности использовался 82-й отдельной десантно-штурмовой бригадой в ходе украинского контрнаступления на запорожском направлении, один Challenger 2 был потерян при освобождении села Работино при прорыве первой линии российской обороны, вероятно от артиллерийского огня или наезда на мину, экипаж выжил. В ходе боевого применения отмечалась дальнобойность Challenger 2, оптика, управление огнём и отличная защита по сравнению с танками советской эпохи. Так, военный аналитик Дэвид Акс указывал на лучшую защиту по сравнению с Т-72, Т-80 или Т-90
В конце марта ИА «The Sun» показало репортаж о том, как танк завяз в глубокой луже и не смог выбраться оттуда самостоятельно. Британский экипаж, обучавший танкистов ВСУ, не смог справиться с этой проблемой.
Во время боевой эксплуатации танка, ВСУ столкнулись с рядом проблем. Во-первых, «Челленджер-2» очень тяжёлый и часто застревал в мягком грунте юга Украины, и его приходится буксировать другими «Челленджерами» или инженерной техникой. Во-вторых, Украина так и не получила дополнительные комплекты брони для своих «Челленджеров-2», вероятно, потому, что лишние три тонны веса сделали бы танк ещё менее мобильным на мягком грунте, что делает танк уязвимым для тяжелых противотанковых боеприпасов. В-третьих, у танка нарезная пушка L30, тогда как у «Леопардов-2» и «Абрамсов» — гладкоствольная, и боеприпасы к ним несовместимы. Для «Челленджеров» ВСУ вынуждены поддерживать отдельную логистическую цепочку не только для запчастей, но и для доставки боеприпасов. В-четвёртых, сейчас 82-я одшбр, на вооружении которой находятся «Челленджеры-2», использует танки в основном для стрельбы с закрытых огневых точек, что означает, что они выстреливают много снарядов, от чего нарезной ствол пушки быстро изнашивается. В-пятых, Украине было поставлено всего 14 «Челленджеров-2», один танк был уничтожен, а для войны таких масштабов — это незначительное количество, поддерживать отдельную логистическую цепочку (а также справляться с другими вышеописанными проблемами) ради которого просто экономически нецелесообразно.

## Модификации
- Challenger 2 — базовая версия.
- Challenger 2 TES (Theatre Entry Standard) — версия с комбинированной бронёй «Chobham» по бортам. Вес около 75 т.
- Challenger 2 LEP (Black Night) — модернизация в ходе программы CLEP. Оснащён новым комплексом активной защиты и (предположительно) пушкой RH 120.
- Challenger 2E — экспортная версия с новым двигателем и силовой установкой.

### Машины на базе танка
- Titan — мостоукладчик.
- Trojan — инженерный танк.
- CRARRV — бронированная ремонтно-эвакуационная машина (БРЭМ). В начале 1990-х выпущено около 85 единиц.

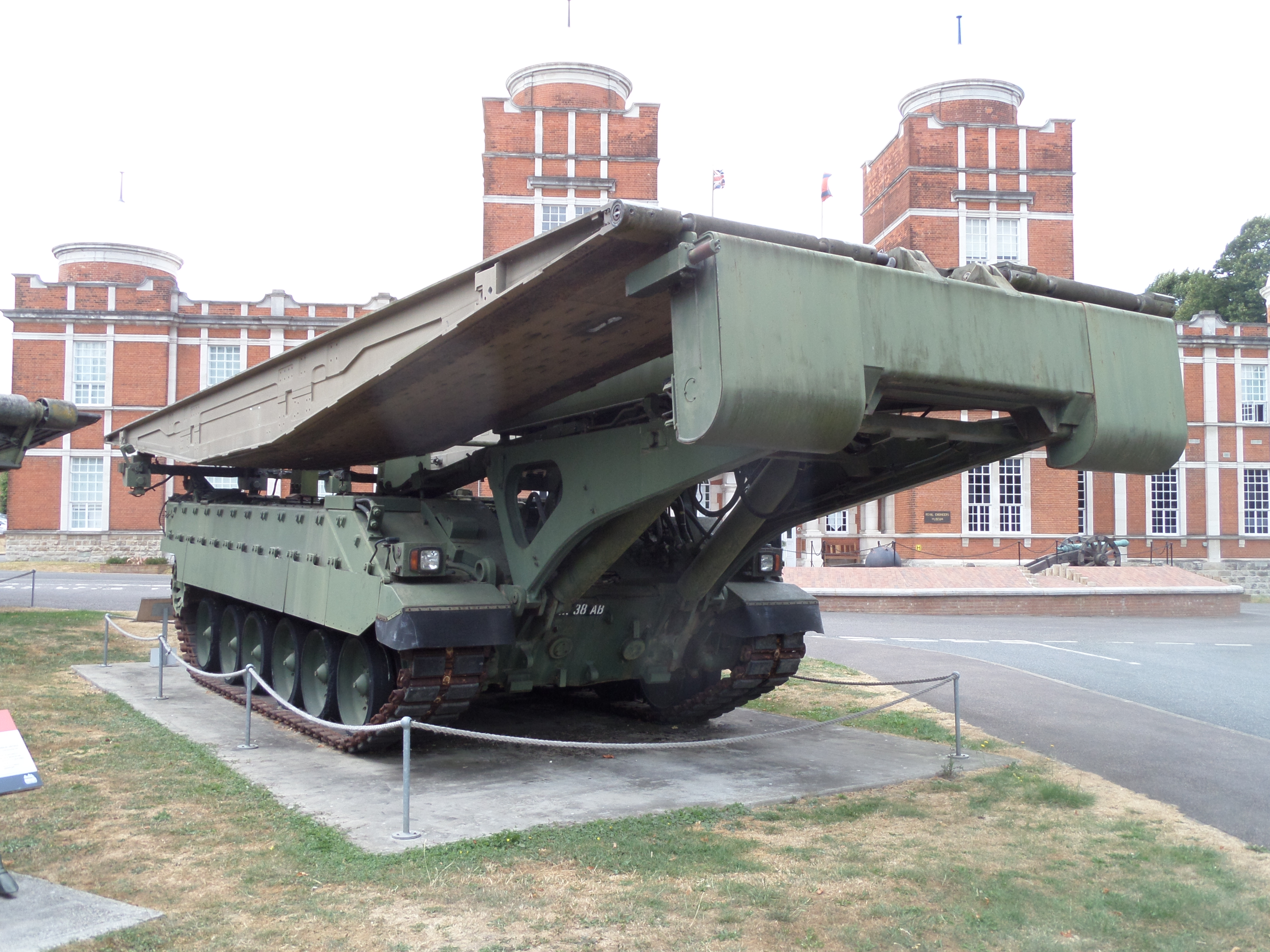
Мостоукладчик Titan
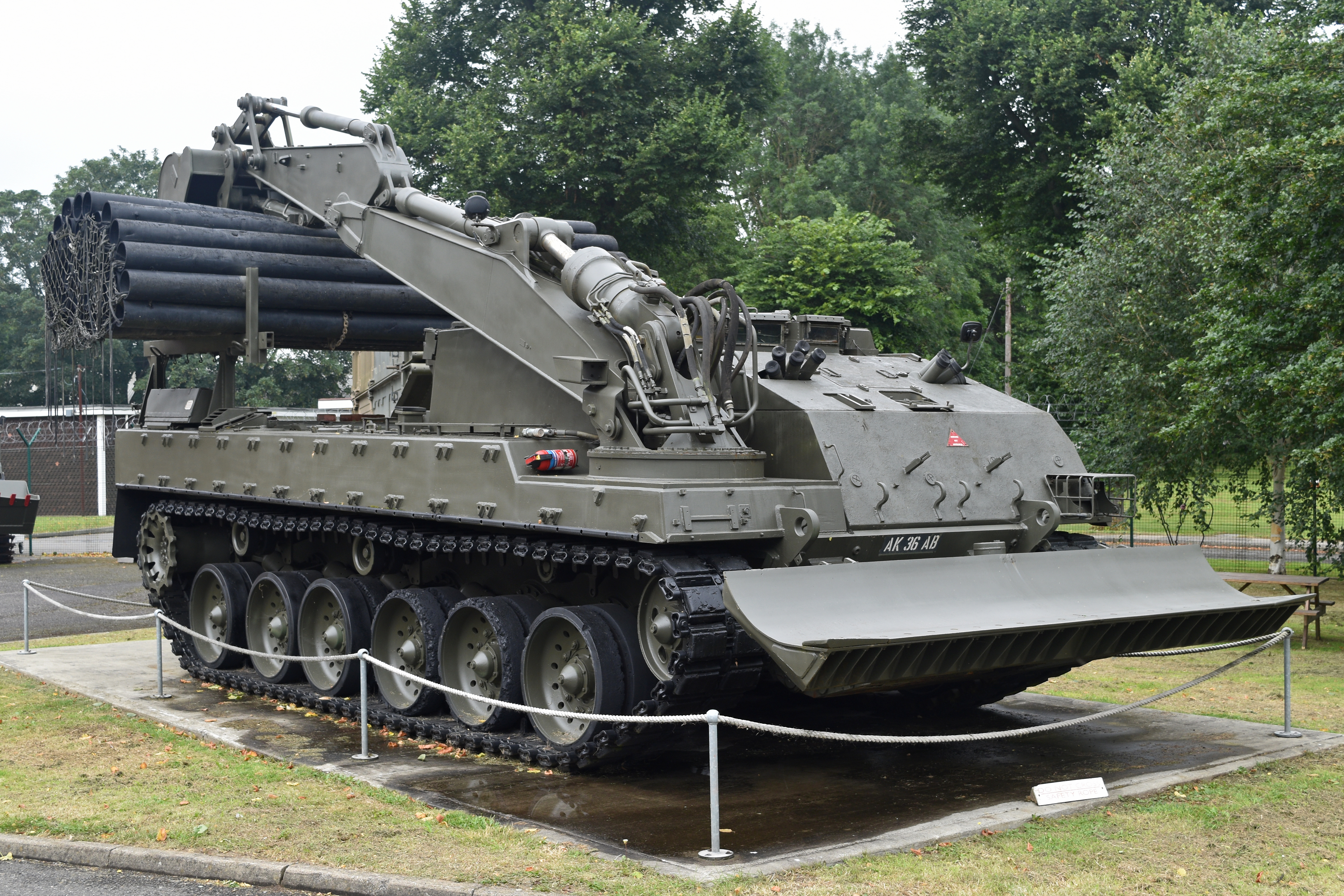
Инженерный танк Trojan
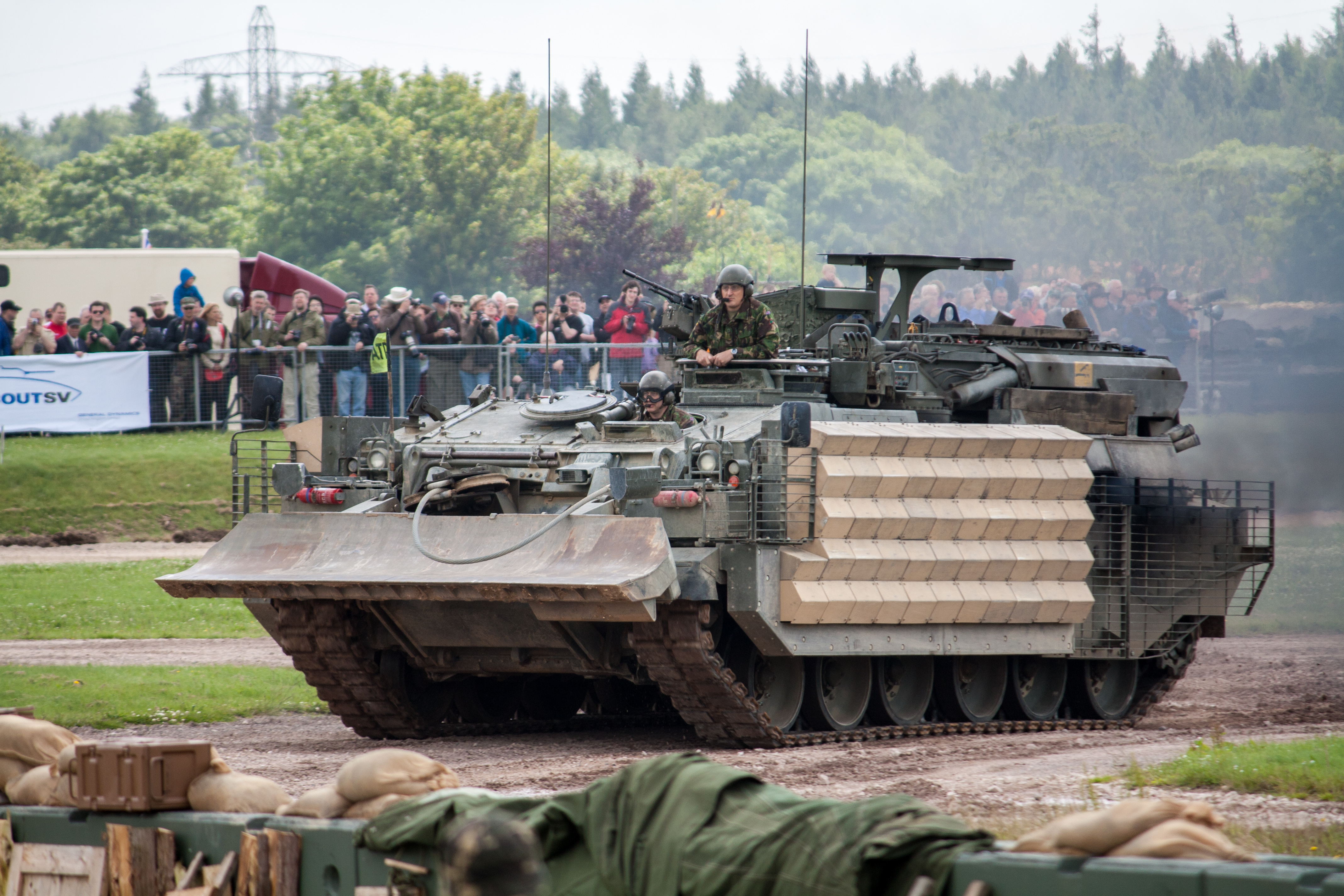
БРЭМ CRARRV

## На вооружении
Великобритания заказала 127 танков Челленджер 2 в 1991 году и ещё 259 в 1994 году. Оман заказал 18 танков в 1993 году и ещё 20 в ноябре 1997 года. Челленджер 2 поступил на вооружение британской армии в 1998 году, последняя машина поступила в войска в 2002 году. Всего заказано британской армией 386 танков Челленджер 2.
- Великобритания — 213 танков Challenger 2, 80 БРЭМ CRARRV, 33 мостоукладчика Titan и 32 инженерных танков Trojan по состоянию на 2024 год[40].
- Оман — 38 танков, 4 БРЭМ CRARRV по состоянию на 2018 год[41].
- Украина — 13 танков Challenger 2 по состоянию на 2024 год[42]. Состоят на вооружении 82-й одшбр[43].

## Служба
Согласно документу Strategic Defence Review White Paper от 15 октября 1998 года в британской армии предполагалось иметь шесть бронетанковых полков (2 RTR, KRH, QRH, QRL, RSDG, RDG) с четырьмя эскадронами, в каждом полку предполагалось иметь по 58 танков Челленджер 2 и 600 человек личного состава. А также 30 танков использовать для обучения.
На 2023 год в бронетанковом полку находится 56 танков в трёх эскадронах по 18 танков + 2 командирских танка. В каждом эскадроне четыре взвода по 4 танка + 2 командирских танка

## Оценка проекта
Вопреки стремлению стран НАТО к унификации боеприпасов Челленджер 2 по боеприпасам не совместим с другими танками союзников.
| Серия                                | Т-90 «Владимир»    | Т-84       | M1 Abrams         | Leopard 2    | Leclerc            | Challenger 2     | C1 Ariete | PT-91 Twardy    |
| ------------------------------------ | ------------------ | ---------- | ----------------- | ------------ | ------------------ | ---------------- | --------- | --------------- |
| Внешний вид                          |                    |            |                   |              |                    |                  |           |                 |
| Год принятия на вооружение           | 1992               | 2000       | 1980              | 1979         | 1992               | 1998             | 1995      | 1995            |
| Современная модификация              | Т-90М «Прорыв»     | БМ «Оплот» | M1A2 Abrams SEPv3 | Leopard 2А7V | Leclerc SXXI       | Challenger 2 TES | C1 Ariete | PT-91M Pendekar |
| Год принятия современной модификации | 2020               | 2009       | 2020              | 2014         | 2009               | 1998             | 1995      | 2010            |
| Боевая масса, т                      | 48                 | 51,0       | 66,8              | 67,5         | 57,4               | 75               | 54,0      | 45,5            |
| Экипаж                               | 3                  | 3          | 4                 | 4            | 3                  | 4                | 4         | 3               |
| Калибр пушки, мм                     | 125                | 125        | 120               | 120          | 120                | 120              | 120       | 125             |
| Панорамный прицел                    | Калина             | ПНК-6      | есть              | PERI-R-12    | SFIM VS-580        | SFIM VS-580      | ATTILA    | Sagem VIGY 15   |
| Управляемое вооружение               | Рефлекс-М, Инвар-М | Комбат     | нет               | нет          | нет                | нет              | нет       | нет             |
| Боекомплект, выстрелов               | 40                 | 46         | 42                | 42           | 40                 | 52               | 42        | 40              |
| Скорострельность, выстр/мин          | 8                  | 8          | 8                 | н/д          | 12                 | н/д              | н/д       | 7               |
| Автомат заряжания                    | карусель           | карусель   | нет               | нет          | ленточный конвейер | нет              | нет       | карусель        |
| Динамическая защита                  | Реликт             | Дуплет     | TUSK ARAT         | есть         | нет                | ROMOR            | PSO/WAR   | ERAWA           |
| Активная защита                      | Арена              | Заслон     | Трофи             | MUSS         | н/д                | н/д              | н/д       | нет             |
| КОЭП                                 | Афганит            | Варта      | AN/VLQ-6 MCD      | MUSS         | н/д                | н/д              | н/д       | OBRA-3          |
| Мощность двигателя, л. с.            | 1130               | 1200       | 1500              | 1500         | 1500               | 1200             | 1300      | 1000            |
| Удельная мощность, л. с./т           | 23,5               | 23,5       | 20,3              | 22,2         | 27,5               | 19,2             | 24,1      | 22,0            |
| Максимальная скорость, км/ч          | 70                 | 70         | 67                | 72           | 72                 | 59               | 65        | 65              |
| Скорость заднего хода, км/ч          | 15                 | 30         | 40                | 31           | 38                 | 35               | 20        | 5               |
| Запас хода по шоссе, км              | 550                | 500        | 425               | 450          | 550                | 400              | 600       | 480             |
| Всего выпущено шт.                   | ~4000              | ~70        | ~10400            | ~3600        | ~860               | ~450             | ~200      | ~280            |
| Стоимость ~                          | $2,9 млн           | $6,65 млн  | $8 млн            | $15 млн      | $16 млн            | $5,5 млн         | $8 млн    | $9 млн          |

| Серия                                | Merkava                 | Arjun     | Al-Khalid   | Karrar         | Songun-ho        | K2 Black Panther   | Type 99  | Type 10                     |
| ------------------------------------ | ----------------------- | --------- | ----------- | -------------- | ---------------- | ------------------ | -------- | --------------------------- |
| Внешний вид                          |                         |           |             |                |                  |                    |          |                             |
| Год принятия на вооружение           | 1979                    | 2004      | 2001        | 2020           | 2010             | 2014               | 2001     | 2012                        |
| Современная модификация              | Merkava Mark IV «Barak» | Arjun MK1 | Al-Khalid I | Karrar         | Songun-ho II     | K2 Black Panther   | 99А2     | Type 10                     |
| Год принятия современной модификации | 2023                    | 2011      | 2020        | 2020           | 2015             | 2014               | 2011     | 2012                        |
| Боевая масса, т                      | 70,0                    | 58,5      | 48,0        | 51,0           | 44               | 55,0               | 58,0     | 44,0                        |
| Экипаж                               | 4                       | 4         | 3           | 3              | 4                | 3                  | 3        | 3                           |
| Калибр пушки, мм                     | 120                     | 120       | 125         | 125            | 125              | 120                | 125      | 120                         |
| Панорамный прицел                    | есть                    | есть      | есть        | есть           | н/д              | есть               | есть     | есть                        |
| Управляемое вооружение               | LAHAT                   | LAHAT     | нет         | есть           | Bulsae-3, Игла-1 | KSTAM              | Рефлекс  | нет                         |
| Боекомплект, выстрелов               | 48                      | 39        | 39          | н/д            | н/д              | 40                 | 41       | н/д                         |
| Скорострельность, выстр/мин          | н/д                     | 6—8       | 8           | н/д            | н/д              | 15                 | 7        | н/д                         |
| Автомат заряжания                    | нет                     | нет       | карусель    | карусель       | нет              | ленточный конвейер | карусель | ленточный конвейер          |
| Динамическая защита                  | есть                    | нет       | есть        | встроенная ERA | есть             | есть               | есть     | нет                         |
| Активная защита                      | Трофи                   | нет       | Варта       | н/д            | нет              | есть               | JD-3     | н/д                         |
| Мощность двигателя, л. с.            | 1500                    | 1400      | 1200        | 1000           | 1200             | 1500               | 1500     | 1200                        |
| Удельная мощность, л. с./т           | 21,5                    | 23,9      | 25,0        | 19,6           | 27,3             | 27,3               | 25,9     | 27,3                        |
| Максимальная скорость, км/ч          | 64                      | 70        | 70          | 70             | 70               | 70                 | 76       | 70                          |
| Скорость заднего хода, км/ч          | 25                      | 15        | 30          | 30             | 5                | 40                 | 33       | 70(реверсивная трансмиссия) |
| Запас хода по шоссе, км              | 500                     | 450       | 500         | 500            | 450              | 450                | 450      | 500                         |
| Всего выпущено шт.                   | ~2000                   | ~200      | ~900        | ~800           | ~700             | ~400               | ~1200    | ~117                        |
| Стоимость ~                          | $6 млн                  | $9,2 млн  | $9 млн      | $9 млн         | $2 млн           | $9 млн             | $2,5 млн | $12 млн                     |

## В массовой культуре

### Стендовый моделизм
Сборные пластиковые модели-копии танка Челленджер различных модификаций в масштабе 1:35 выпускаются фирмами Тамия (Япония), Трумпетер (Китай) в двух модификациях — пустынный вариант и вариант для Европы. В масштабе 1:72 данный танк выпускает фирма Dragon (Китай) в двух вариациях, среди которых присутствует вариант с ковшом для расчистки препятствий.

### Видеоигры
В игре Saints Row: The Third был использован прототип танка с одноимённым названием (Челленджер).
Присутствует в играх Wargame: Red Dragon и Armored Warfare: Проект Армата, Squad .
Добавлен для исследования в War Thunder в обновлении 1.87.
Танк Челленджер 2 представлен в многопользовательском танковом аркадном шутере Tanktastic, выпущенном для платформ Android и IOS
Танк Challenger 2 смоделирован в качестве обитаемого и полностью управляемого игроком в симуляторе современной наземной техники Steel Beasts Pro. Также танк присутствует в танковом симуляторе для Android и ПК Wild Tanks Online.